# 49 Близнецов
49 Близнецов (лат. 49 Geminorum), HD 55156 — одиночная звезда в созвездии Близнецов на расстоянии приблизительно 1418 световых лет (около 435 парсеков) от Солнца. Видимая звёздная величина звезды — +7,053m.

## Характеристики
49 Близнецов — белая звезда спектрального класса A0. Радиус — около 3,28 солнечных, светимость — около 134 солнечных. Эффективная температура — около 10551 К.